# András Csonka
Pour les articles homonymes, voir Csonka.
András Csonka, né le 1er mai 2000 à Budapest, est un footballeur hongrois qui évolue au poste de milieu défensif au Ferencvárosi TC.

## Biographie

### En club
Csonka est passé par le Gloriett SE puis le Phoenix-Gold FC, entre autres.
À partir de 2015, il fait partie de l'académie du Ferencváros TC. Il fait sa première apparition dans l'équipe première du FTC en octobre 2016 lors d'un match 2-1 contre le ŠK Slovan Bratislava. Il a l'occasion de jouer à six reprises avant de signer un contrat professionnel avec le club en mars 2017,. Il joue son premier match en première division hongroise le 27 août 2017 contre Videoton.
Il joue cinq matchs avec Ferencváros lors de la saison 2018-2019 où ils remportent le championnat. À l'été 2019, à la suite de la nouvelle réglementation mise en place par la Fédération hongroise de football, en plus de rester membre des vert et blanc, il peut jouer avec le club de 2e division du Soroksár SC, qui fait ainsi office d'équipe réserve. En décembre 2019, il prolonge son contrat avec Ferencváros.

### En sélection
Csonka a joué avec l'équipe hongroise des moins de 17 ans qui s'est rendue au Championnat d'Europe de football 2017, avec laquelle il a atteint les quarts de finale du tournoi. 

## Palmarès
| Ferencvárosi TC - Championnat de Hongrie (1) : - Champion : 2018-19. |